# 神道香取流
神道香取流（しんとうかとりりゅう）とは、剣術の流派である。

## 歴史
熊谷市上川原地区に江戸時代から伝わる。

現在は神道香取流棒術として熊谷市指定無形民俗文化財に登録されている。

## 内容
表12手、裏12手の計24手からなる。
表12手のみ演武で公開されている。